# Paravima
Paravima is een geslacht van hooiwagens uit de familie Agoristenidae.
De wetenschappelijke naam Paravima is voor het eerst geldig gepubliceerd door Caporiacco in 1951. 

## Soorten
Paravima omvat de volgende 9 soorten:
- Paravima goodnightorum (Inclusief syn. Paravima flumencaurimarensis, !Maar niet de spelfout Paravima goodnightiorum).
- Paravima locumida
- Paravima lokura
- Paravima magistri
- Paravima morritomacairensis
- Paravima plana
- Paravima propespelunca
- Paravima quirozi
- Paravima totoro